# Marie Bell
Marie Bell (Bègles, 23 de diciembre de 1900-Neuilly-sur-Seine, 14 de agosto de 1985) fue una actriz teatral y cinematográfica de nacionalidad francesa. 

## Biografía
Nacida en Bègles, Francia, su verdadero nombre era Marie-Jeanne Bellon. Formada en el Conservatorio de París, tras sus estudios ingresó en la Comédie-Française. 
En los años anteriores a la Segunda Guerra Mundial, fue reconocida como un prototipo de mujer francesa elegante, gracias a sus personajes interpretados en el cine mudo y en los inicios del cine sonoro. Destacan de entre sus películas Le Grand Jeu, de Jacques Feyder (1934), y Un carnet de bal, de Julien Duvivier (1937). Encarnó a una remarcable condesa Ferraud en Le Colonel Chabert, adaptación a la pantalla de la novela de Honoré de Balzac dirigida por René Le Hénaff. 
Sin embargo, fue más conocida por su trabajo teatral clásico. Su papel de Fedra marcó un hito en la historia teatral francesa, según opinión del mismo André Malraux. Sin embargo, no desdeñó interpretar también obras de vanguardia, como fue el caso de las escritas por Jean Genet.
En 1935, Marie Bell fue directora del Théâtre des Ambassadeurs y, desde 1962 hasta su muerte en 1985, dirigió el Théâtre du Gymnase, en París. Actriz teatral de prestigio, pero igualmente directora teatral, en 1958, en homenaje suyo, el Théâtre du Gymnase fue rebautizado con su nombre, el cual mantiene en la actualidad.
Bell fue miembro del jurado del Festival de Cannes de 1969. Además, por su valiente papel en la Resistencia francesa, fue condecorada con la Legión de Honor por el presidente Charles de Gaulle. 
Marie Bell falleció en 1985 en Neuilly-sur-Seine, Francia. Fue enterrada en el Cementerio de Mónaco (no lejos de Joséphine Baker) junto a su marido, Jean Chevrier.

## Teatro

### Carrera en laComédie-Française
- Ingreso en la Comédie-Française en 1921
- Miembro de la Comédie-Française desde 1928 a 1946
- Miembro Honorario en 1948

- 1922 : L'Amour veille, de Gaston Arman de Caillavet y Robert de Flers
- 1923 : Rome vaincue, de Alexandre Parodi
- 1923 : Oreste, de René Berton
- 1923 : Le Jeune Malade, de André Chénier
- 1923 : Jean de La Fontaine ou Le Distrait volontaire, de Louis Geandreau y Léon Guillot de Saix
- 1924 : Le Tombeau sous l'arc de triomphe, de Paul Raynal
- 1924 : Le Rez-de-chaussée, de Julien Berr de Turrique
- 1924 : La Dépositaire, de Edmond Sée
- 1924 : Louison, de Alfred de Musset
- 1924 : Edipo en Colono, de Sófocles
- 1924 : Quitte pour la peur, de Alfred de Vigny
- 1924 : Le Vieil Homme, de Georges de Porto-Riche
- 1925 : Les Corbeaux, de Henry Becque
- 1925 : Esther, de Jean Racine
- 1925 : La Nuit des amants, de Maurice Rostand
- 1925 : Fantasio, de Alfred de Musset
- 1926 : Carmosine, de Alfred de Musset, escenografía de Pierre Fresnay
- 1926 : À quoi rêvent les jeunes filles, de Alfred de Musset, escenografía de Charles Granval
- 1929 : Le Marchand de Paris, de Edmond Fleg
- 1929 : La Belle Marinière, de Marcel Achard
- 1934 : Andrómaca, de Jean Racine, escenografía de Raphaël Duflos
- 1936 : El misántropo, de Molière, escenografía de Jacques Copeau
- 1937 : Los negocios son los negocios, de Octave Mirbeau, escenografía de Fernand Ledoux
- 1938 : Esther, de Jean Racine, escenografía de Georges Le Roy
- 1938 : Le Menteur, de Pierre Corneille, escenografía de Marcel Dessonnes
- 1938 : Ifigenia, de Jean Racine, escenografía de Marie Ventura
- 1938 : Ruy Blas, de Victor Hugo, escenografía de Pierre Dux
- 1938 : Cyrano de Bergerac, de Edmond Rostand, escenografía de Pierre Dux
- 1940 : On ne badine pas avec l'amour, de Alfred de Musset, escenografía de Pierre Bertin
- 1940 : Le Carrosse du Saint-Sacrement, de Prosper Mérimée, escenografía de Jacques Copeau
- 1940 : El Cid, de Pierre Corneille, escenografía de Jacques Copeau
- 1941 : Andrómaca, de Jean Racine, escenografía de Maurice Escande
- 1941 : El misántropo, de Molière
- 1942 : Fedra, de Jean Racine, escenografía de Jean-Louis Barrault
- 1943 : Vidocq chez Balzac, de Émile Fabre, escenografía de Émile Fabre
- 1943 : Renaud et Armide, de Jean Cocteau, escenografía del autor
- 1943 : Le Soulier de satin, de Paul Claudel, escenografía de Jean-Louis Barrault
- 1944 : Esther, de Jean Racine, escenografía de Georges Le Roy
- 1944 : El burgués gentilhombre, de Molière, escenografía de Pierre Bertin
- 1944 : Le Soulier de satin, de Paul Claudel, escenografía de Jean-Louis Barrault
- 1944 : Ruy Blas, de Victor Hugo, escenografía de Pierre Dux
- 1945 : Antonio y Cleopatra, de William Shakespeare, escenografía de Jean-Louis Barrault
- 1945 : Miss Ba, de Rudolf Besier
- 1946 : Le Secret, de Henry Bernstein, escenografía de Pierre Dux
- 1947 : Thérèse Raquin, de Émile Zola, escenografía de Jean Meyer
- 1947 : Fedra, de Jean Racine, escenografía de Jean-Louis Barrault
- 1947 : Passage du malin, de François Mauriac, escenografía de Jean Meyer
- 1949 : Fedra, de Jean Racine, escenografía de Jean-Louis Barrault
- 1949 : Jeanne la Folle, de François Aman-Jean, escenografía de Jean Meyer
- 1950 : Le Carrosse du Saint-Sacrement, de Prosper Mérimée, escenografía de Jacques Copeau
- 1950 : Fedra, de Jean Racine, escenografía de Jean-Louis Barrault
- 1950 : La Robe rouge, de Eugène Brieux, escenografía de Jean Meyer
- 1951 : Le Soulier de satin, de Paul Claudel, escenografía de Jean-Louis Barrault
- 1952 : Británico, de Jean Racine, escenografía de Jean Marais
- 1952 : Antonio y Cleopatra, de William Shakespeare, escenografía de Jean-Louis Barrault
- 1953 : Británico, de Jean Racine, escenografía de Jean Marais
- 1953 : Berenice, de Jean Racine, escenografía de Julien Bertheau
- 1955 : Berenice, de Jean Racine, escenografía de Jean-Louis Barrault
- 1955 : Orestíada, de Esquilo, escenografía de Jean-Louis Barrault
- 1956 : Berenice, de Jean Racine, escenografía de Jean-Louis Barrault

### Fuera de laComédie-Française
- 1946 : Le Secret, de Henry Bernstein, escenografía de Pierre Dux, Théâtre des Ambassadeurs
- 1958 : La Bonne Soupe, de Félicien Marceau, escenografía de André Barsacq, Théâtre du Gymnase Marie-Bell
- 1960 : El balcón, de Jean Genet, escenografía de Peter Brook, Théâtre du Gymnase Marie-Bell
- 1960 : La Voleuse de Londres, de Georges Neveux, escenografía de Raymond Gérôme, Théâtre du Gymnase Marie-Bell
- 1960 : Berenice, de Jean Racine, escenografía de André Barsacq, Théâtre du Gymnase Marie-Bell
- 1961 : Les Violons parfois, de Françoise Sagan, escenografía de Jérôme Kitty, Théâtre du Gymnase Marie-Bell
- 1962 : Fedra, de Jean Racine, escenografía de Raymond Gérôme, Théâtre du Gymnase Marie-Bell
- 1963 : Berenice, de Jean Racine, escenografía de André Barsacq, Théâtre du Gymnase Marie-Bell
- 1963 : Fedra, de Jean Racine, escenografía de Raymond Gérôme, Gran teatro de Ginebra
- 1965 : Fedra, de Jean Racine, escenografía de Raymond Gérôme, Théâtre du Gymnase Marie-Bell
- 1965 : Madame Princesse, de Félicien Marceau, escenografía del autor, Théâtre du Gymnase Marie-Bell
- 1966 : Madame Princesse, de Félicien Marceau, escenografía del autor, Théâtre des Célestins
- 1968 : Les Yeux crevés, de Jean Cau, escenografía de Raymond Rouleau, Théâtre du Gymnase Marie-Bell
- 1975 : Ne coupez pas mes arbres, de William Douglas Homes, escenografía de Jacques Charron, Théâtre du Gymnase Marie-Bell

## Filmografía
- 1922 : Molière, sa vie, son œuvre, de Jacques de Féraudy
- 1924 : Paris, de René Hervil
- 1928 : La Valse de l'adieu, de Henry Roussel
- 1928 : Madame Récamier, de Gaston Ravel y Tony Lekain
- 1929 : Figaro, de Gaston Ravel
- 1930 : La Nuit est à nous, de Carl Froelich y Henry Roussell
- 1930 : La Folle aventure, de Carl Froelich y André-Paul Antoine
- 1931 : L'Homme qui assassina, de Curtis Bernhardt y Jean Tarride
- 1931 : Le Joker, de Erich Waschneck
- 1931 : La Chance, de René Guissart
- 1933 : L'Homme à l'Hispano, de Jean Epstein
- 1933 : Caprice de princesse, de Karl Hartl y Henri-Georges Clouzot
- 1934 : Poliche, de Abel Gance
- 1934 : Le Grand Jeu, de Jacques Feyder
- 1934 : Un soir à la Comédie-Française, de Léonce Perret
- 1934 : Fedora, de Louis Gasnier
- 1935 : Sous la terreur, de Marcel Cravenne y Giovacchino Forzano
- 1935 : Fiordalisi d'oro, de Fosco Giachetti
- 1935 : Le Roman d'un jeune homme pauvre, de Abel Gance
- 1935 : Quand minuit sonnera, de Léo Joannon
- 1936 : La Tentation, de Pierre Caron
- 1936 : Pantins d'amour, de Walter Kapps
- 1936 : Les Demi-vierges, de Pierre Caron
- 1936 : Blanchette, de Pierre Caron
- 1936 : La Garçonne, de Jean de Limur
- 1937 : Un carnet de bal, de Julien Duvivier
- 1938 : La Glu, de Jean Choux
- 1938 : Légions d'honneur, de Maurice Gleize
- 1939 : Noix de coco, de jean Boyer
- 1939 : La Charrette fantôme, de Julien Duvivier
- 1941 : Ceux du ciel, de Yvan Noë
- 1942 : Vie privée, de Walter Kapps
- 1943 : Le Colonel Chabert, de René Le Hénaff
- 1963 : El gatopardo, de Luchino Visconti
- 1964 : La Bonne Soupe, de Robert Thomas
- 1965 : Sandra (Vaghe stelle dell'Orsa...), de Luchino Visconti
- 1966 : Hotel Paradiso, de Peter Glenville
- 1968 : Phèdre, de Pierre Jourdan
- 1973 : Les Volets clos, de Jean-Claude Brialy
- 1976 : Chantons sous l'occupation, de André Halimi